# قلعه چوبین
قلعه چوبین یکی از پایگاه‌های نظامی بهرام چوبین سردار نامی و شورشگر خسرو پرویز ساسانی بود. بهرام چوبین مدتی کوتاه نیز شاهنشاه ایران شد ولی سپس بر اثر تبانی و هم پیمانی خسرو پرویز و سزار روم، تخت پادشاهی را در جنگی سخت بر باد داد.
شهر ملایر بر روی خرابه‌های این شهر بنا نهاده شده است و نام قبلی ملایر بر گرفته از این نام چوبین یا چوبینه بوده است.
در حال حاضر خرابه‌های این قله زیر زمین و در جنوب شهر ملایر و در کنار اراضی دولت‌آباد دفن است.